# Archaeognatha
Archaeognatha (do grego archaeos = primitivo; gnathos = mandíbula), é uma ordem de insetos terrestres ápteros, cujo nome científico se refere à condição primitiva da mandíbula, com um único côndilo (ponto de articulação). São conhecidos popularmente como traças saltadoras, devido a sua capacidade de se deslocar rapidamente pelo ar em resposta a propulsões resultantes da contração e descontração explosiva de seus abdomens.
O clado Archaeognatha era considerado uma sub-ordem dentro da ordem Thysanura. Atualmente,  Archaeognatha é considerado grupo irmão do táxon Dicondylia.
É possível encontrar também na literatura o nome Microcoryphia para se referir à Ordem, embora de forma menos comum. Essa ambiguidade dá-se pelo fato de o nome Archaeognatha ter sido atribuído inicialmente junto à Zygentoma ao nível de uma Subordem de Thysanura. No mesmo ano, porém, foi proposto o nome Microcoryphia para um clado que englobava os Archaeognatha, mas os elevava ao nível hierárquico de Ordem.

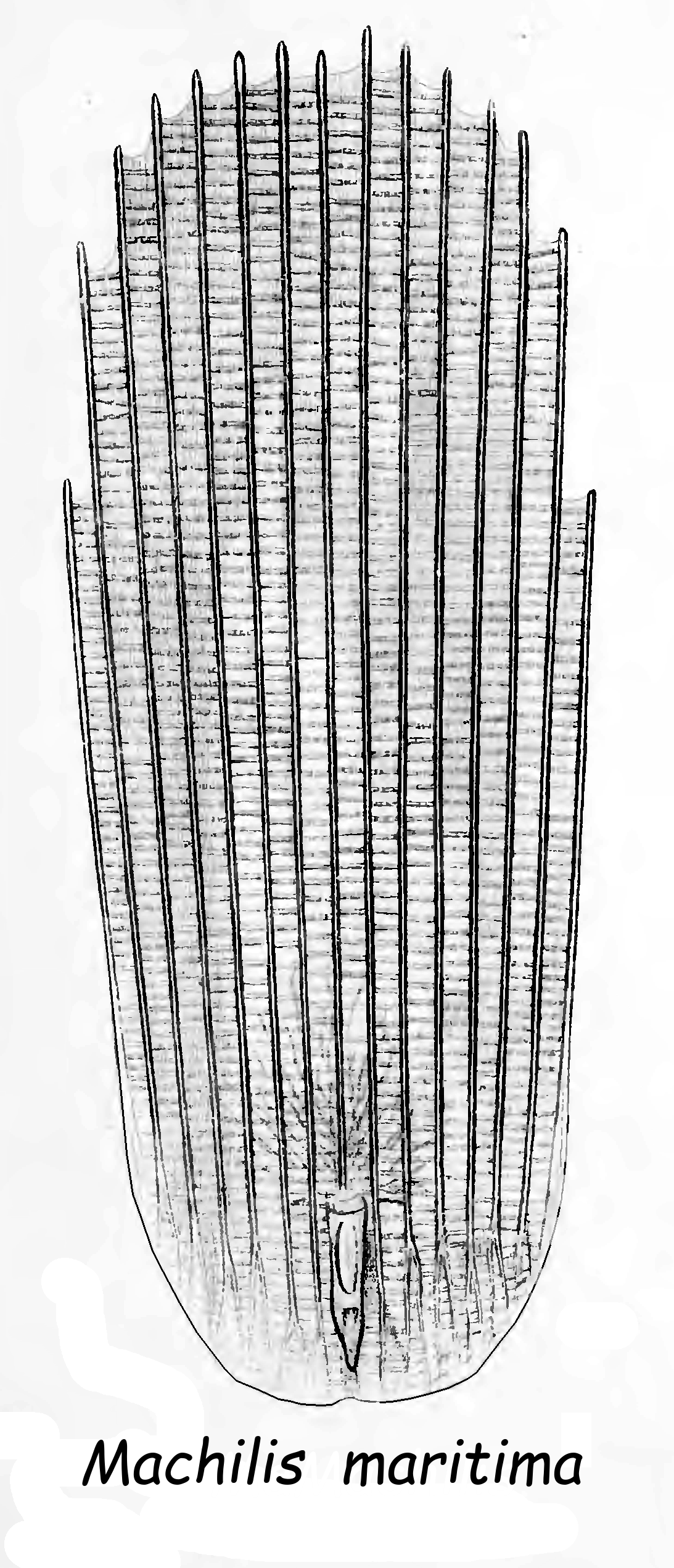
Imagem de uma escama de Machilis maritima, baseada em ilustração de J. R. Beck no trabalho de 1873 de Sir John Lubbock

Os Archaeognatha são insetos ametábolos, isto é, que não passam por metamorfose, primariamente ápteros e pequenos, com tamanho variando entre 6 e 20 mm de comprimento (essa medida desconsidera o comprimento dos filamentos caudais e antenas).
Possuem o corpo fusiforme (alongado), relativamente cilíndrico e coberto de minúsculas escamas pigmentadas, o que confere aos representantes do clado coloração tipicamente acinzentada. O tórax desses animais é perceptivelmente arqueado. Possuem espiráculos localizados no mesotórax e metatórax.
São animais com cabeças do tipo hipognata, ou seja, com os segmentos orientados em eixo vertical, de forma que as peças bucais sejam localizadas ventralmente. Suas mandíbulas são bastante simples, possuindo um único côndilo (ponto de articulação). Uma estrutura característica da ordem é a formada por seus longos palpos maxilares articulados, cada um, em sete subunidades, denominadas artículos. Em contraste, seus palpos labiais são curtos, apresentando somente três dessas subunidades.
Suas antenas são longas e do tipo filiforme. Seus olhos são compostos e bem desenvolvidos. Possuem, além disso, três ocelos.
Seus abdomes apresentam dez segmentos, e em seu ápice, esses insetos possuem dois filamentos laterais, denominados cercos, e um filamento mediano, mais longo, chamado de paracerco. Ao longo dos segmentos abdominais, é possível ver uma série de prolongamentos ventrais, chamados de estilos. Também na região abdominal, é comum notar nas fêmeas ovipositores bem desenvolvidos. Este órgão é composto por duas estruturas bastante articuladas denominadas gonapófises, inseridas nos segmentos VIII e IX.

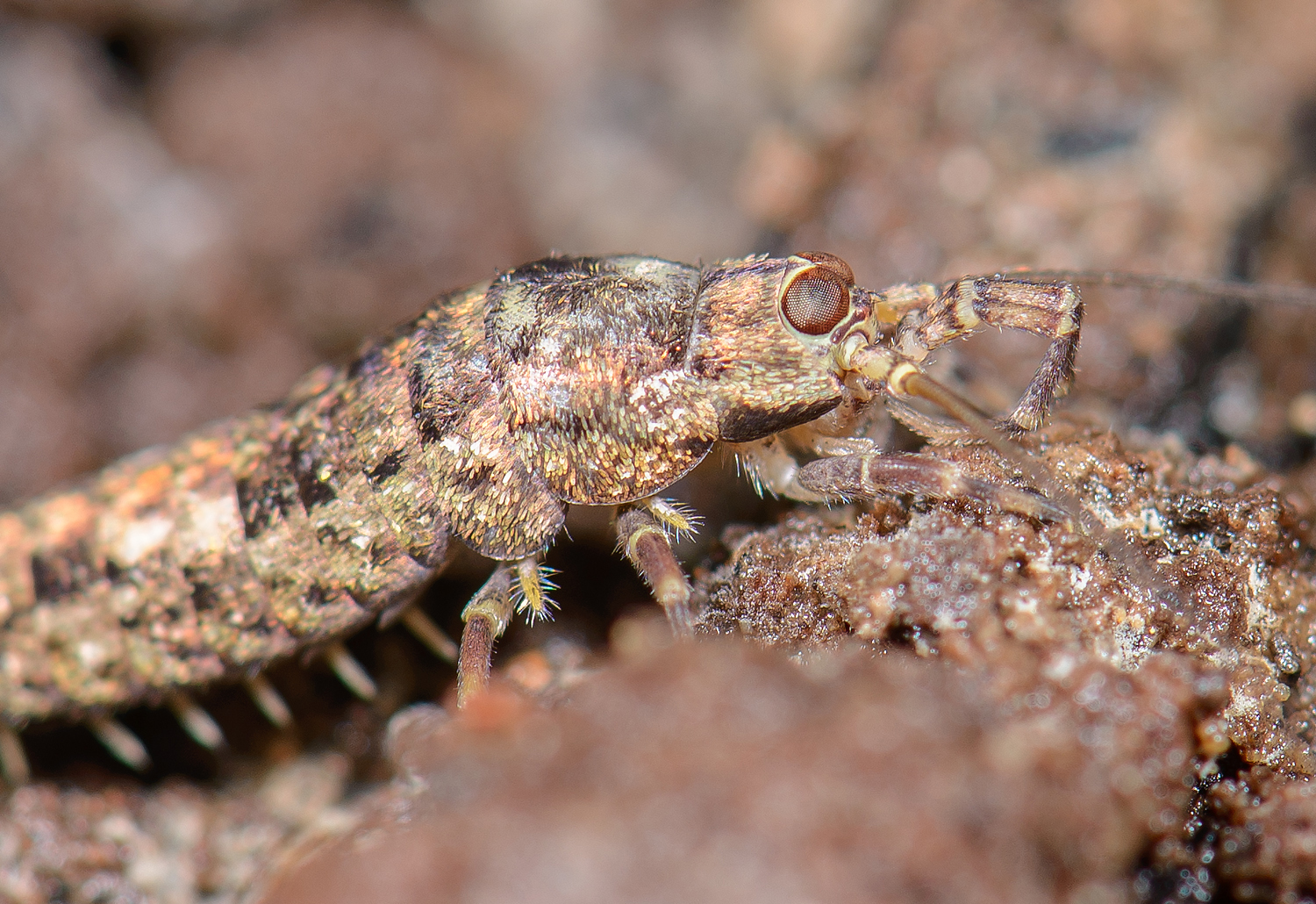
Detalhes morfológicos de Machilidae sp. Na foto é possível observar a cabeça do tipo hipognata, os palpos mandibulares, olhos compostos, escamas e estilos abdominais.

Suas pernas apresentam coxas compridas e tarsos divididos em três tarsômeros; embora em algumas poucas espécies estejam presentes somente dois. Possuem duas garras tarsais localizadas na região do pré-tarso (região também chamada de pós-tarso por alguns autores, por estar localizada distalmente ao tarso).
Nesses insetos, a captação de água é feita principalmente por meio de vesículas membranares coxais contráteis.
São insetos de distribuição cosmopolita, e a ordem possui representantes distribuídos desde o nível do mar até altitudes de mais de 5000 m, em montanhas na cordilheira do Himalaia. As traças saltadoras podem ser encontradas em locais úmidos e cobertos, como sob as cascas das árvores, sob pedras, em serrapilheira, no solo e, em florestas tropicais, nas folhas de arbustos e árvores. Ativos durante a noite, a maioria das espécies se alimenta de algas verdes, liquens e matéria orgânica em decomposição.
Os apêndices longos com terminações sensoriais auxiliam na detecção de predadores, e a densa cobertura de escamas sobre o corpo oferece algum grau de proteção. Porém, a forma de defesa principal dos archaeognatos provavelmente é sua capacidade de saltar, podendo carregá-los mais de 20 cm na horizontal ou vertical. Algumas espécies arborícolas são capazes de planar, saltando de grandes alturas e utilizando os filamentos caudais alongados para corrigir a orientação do corpo e direcionar sua queda para troncos de árvore próximos, antes de atingir o chão. Essa forma de queda controlada é considerada por alguns autores como precursora do voo ativo nos insetos pterigotos.
Existem três tipos conhecidos de comportamento de acasalamento para a ordem, sendo que todas elas envolvem o uso de espermatóforos. Na família Meinertellidae, os machos depositam espermatóforos pedunculados no solo, para serem recolhidos pelas fêmeas. Já em Machilidae, costumam ser depositados em um fio secretado por células glandulares e cerdas tubulares do macho, como em Machilis germanica; esse modo de reprodução é único aos Achaeognatha. Outros machilídeos, como o caso do gênero Petrobius, depositam o espermatóforo dentro do ovipositor da fêmea, caracterizando uma transferência mais direta de esperma.
As fêmeas utilizam o ovipositor para depositar seus ovos com 0,7 a 1,3 mm de diâmetro, em fendas entre rochas ou cascas de árvore. Embora esses hexápodes possuam o chamado desenvolvimento ametábolo, existem diferenças notáveis entre os estágios do desenvolvimento pós-embrionário. Indivíduos no primeiro estágio de desenvolvimento possuem as lacínias (partes da maxila) projetadas fortemente para a frente, que usam para ajudar a sair do ovo, entre 60 a 380 dias depois da postura. No lugar das escamas, que só são desenvolvidas no terceiro ínstar, esse estágio apresenta cerdas em forma de bastão, que são rapidamente perdidas juntamente com as maxilas prognatas, depois da primeira muda. O número total de ínstares é indeterminado, com as mudas continuando ao longo de toda a vida do animal. Algumas espécies tornam-se sexualmente maduras no primeiro ano de vida, com a genitália completamente formada por volta do décimo ínstar, e vivem até três anos.
A maioria dos Archaeognatha se reproduzem ao longo do ano, sem período definido. Algumas espécies de hábitos terrícolas vivem em florestas que são alagadas anualmente, e se adaptaram a essas condições ao desenvolverem reprodução sazonal. Os adultos depositam os ovos no solo, migram para as árvores e morrem, enquanto os ovos são submersos pela próxima inundação e podem sobreviver debaixo d’água por 5 a 6 meses. Nesse período, podem ser carregados pelas águas por longas distâncias, antes de eclodir na estação seca e se desenvolverem rapidamente até o estágio adulto.
São eficazes e abundantes decompositores de matéria orgânica, participando da ciclagem de nutrientes em seus habitats. São também muito importantes por sua contribuição ao processo de manutenção dos solos, aumentando sua biomassa e servindo também de alimento para predadores que compõe o microambiente da serrapilheira, como por exemplo, aranhas.
Até o fim do século XX, o clado Archaeognatha era considerado uma sub-ordem, junto à Zygentoma, agrupada dentro da Ordem Thysanura. Atualmente, porém, já foi reconhecido o parafiletismo de Thysanura, e cada um dos grupos foi elevado ao status de ordens monofiléticas separadas. O táxon Archaeognatha é hoje considerado grupo irmão do táxon Dicondylia (Zygentoma + Pterygota).
As cerca de 390 espécies de Archaeognatha viventes, distribuídas em todo o mundo, são agrupadas em duas famílias; por volta de 140 dessas pertencem a Meinertellidae e 250 pertencem a Machilidae. Em ambas as famílias, não há registro de nenhuma espécie em risco de extinção. No Brasil, já foram descritas 25 espécies de Archaeognatha, mas estima-se que possam existir até 150 espécies do clado no país.
A família Meinertellidae é encontrada na América do Sul, América do Norte, Austrália, Ásia e África, enquanto Machilidae está presente na América do Norte, Ásia e Europa. O único continente que não possui representantes desse grupo é a Antártica. Uma terceira família, Dasyleptidae, inclui gêneros mais basais do clado, atualmente extintos.
Os insetos da família Meinertellidae podem ser distinguidos dos insetos da família Machilidae pela falta de escamas na base das pernas e antenas, cabeça e palpos, juntamente com a presença de pequenos esternitos abdominais que se projetam levemente entre as placas coxais. Eles também podem ser distinguidos por manchas de pigmento hipodérmico avermelhado e marrom-violeta nos apêndices.
Entre os insetos viventes, a ordem Archaeognatha é considerada o grupo mais basal: estudos filogenéticos recuperam esses animais como grupo-irmão de Dicondylia, nome do clado que inclui Zygentoma e todos os demais insetos, da subclasse Pterygota. De fato, o registro fóssil demonstra que a irradiação do grupo foi muito antiga, uma vez que são encontrados representantes no registro estratigráfico datando ainda do período Devoniano.

|            | Archaeognatha                                           |
|            |                                                         |
| Dicondylia | \| \| Zygentoma \| \| \| \| \| \| Pterygota \| \| \| \| |
|            | \| \| Zygentoma \| \| \| \| \| \| Pterygota \| \| \| \| |
|            | Zygentoma                                               |
|            |                                                         |
|            | Pterygota                                               |
|            |                                                         |

|  | Zygentoma |
|  |           |
|  | Pterygota |
|  |           |

A ordem é dividida na subordem Monura, composta inteiramente de representantes extintos, e na subordem Machilida. Machilida inclui a superfamília Machiloidea, onde se encaixam as famílias Machilidae e Meinertellidae. No entanto, estudos recentes combinando caracteres morfológicos e moleculares sugerem que a família Machilidae é parafilética, com os gêneros Ditrigoniophtalmus e Petrobiellus sendo mais proximamente relacionados aos Meinertellidae do que às demais espécies atribuídas a Machilidae, que formam grupo monofilético entre si. Abaixo segue a hipótese filogenética de Zhang et al. (2018):

|  | Ditrigoniophtalmus verae |
|  |                          |
|  | Petrobiellus takunagae   |
|  |                          |

|  | Meinertellidae |
|  |                |

|  | Ditrigoniophtalmus verae |
|  |                          |
|  | Petrobiellus takunagae   |
|  |                          |

|  | Meinertellidae |
|  |                |

|  | Ditrigoniophtalmus verae |
|  |                          |
|  | Petrobiellus takunagae   |
|  |                          |

|  | Meinertellidae |
|  |                |

|  | Ditrigoniophtalmus verae |
|  |                          |
|  | Petrobiellus takunagae   |
|  |                          |

|  | Meinertellidae |
|  |                |

|  | Ditrigoniophtalmus verae |
|  |                          |
|  | Petrobiellus takunagae   |
|  |                          |

|  | Meinertellidae |
|  |                |

|  | Ditrigoniophtalmus verae |
|  |                          |
|  | Petrobiellus takunagae   |
|  |                          |

|  | Meinertellidae |
|  |                |

|  | Ditrigoniophtalmus verae |
|  |                          |
|  | Petrobiellus takunagae   |
|  |                          |

|  | Meinertellidae |
|  |                |

|  | Ditrigoniophtalmus verae |
|  |                          |
|  | Petrobiellus takunagae   |
|  |                          |

|  | Meinertellidae |
|  |                |

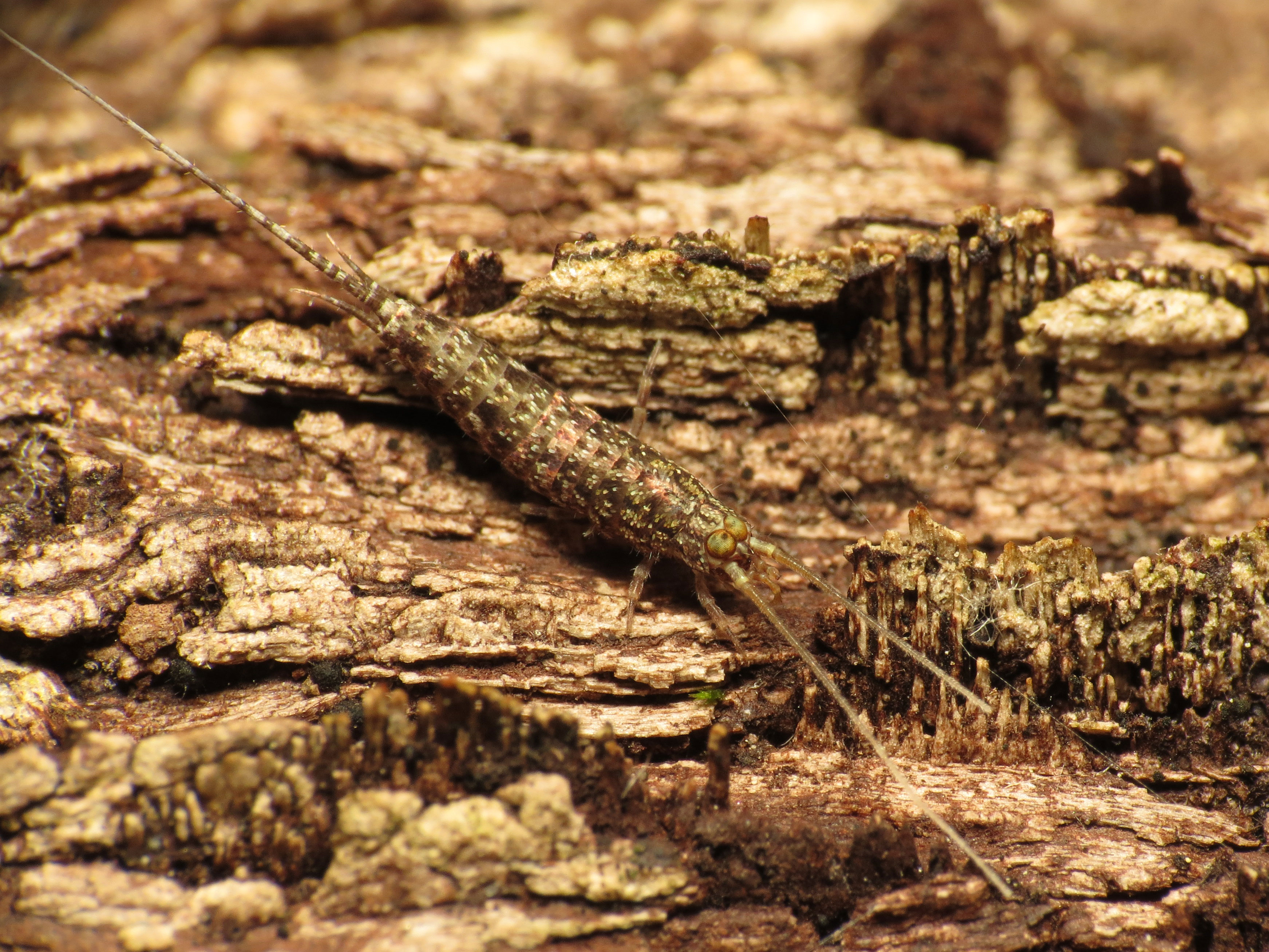
Machiloides banksi. Em Rock Creek Park, Washington, DC.

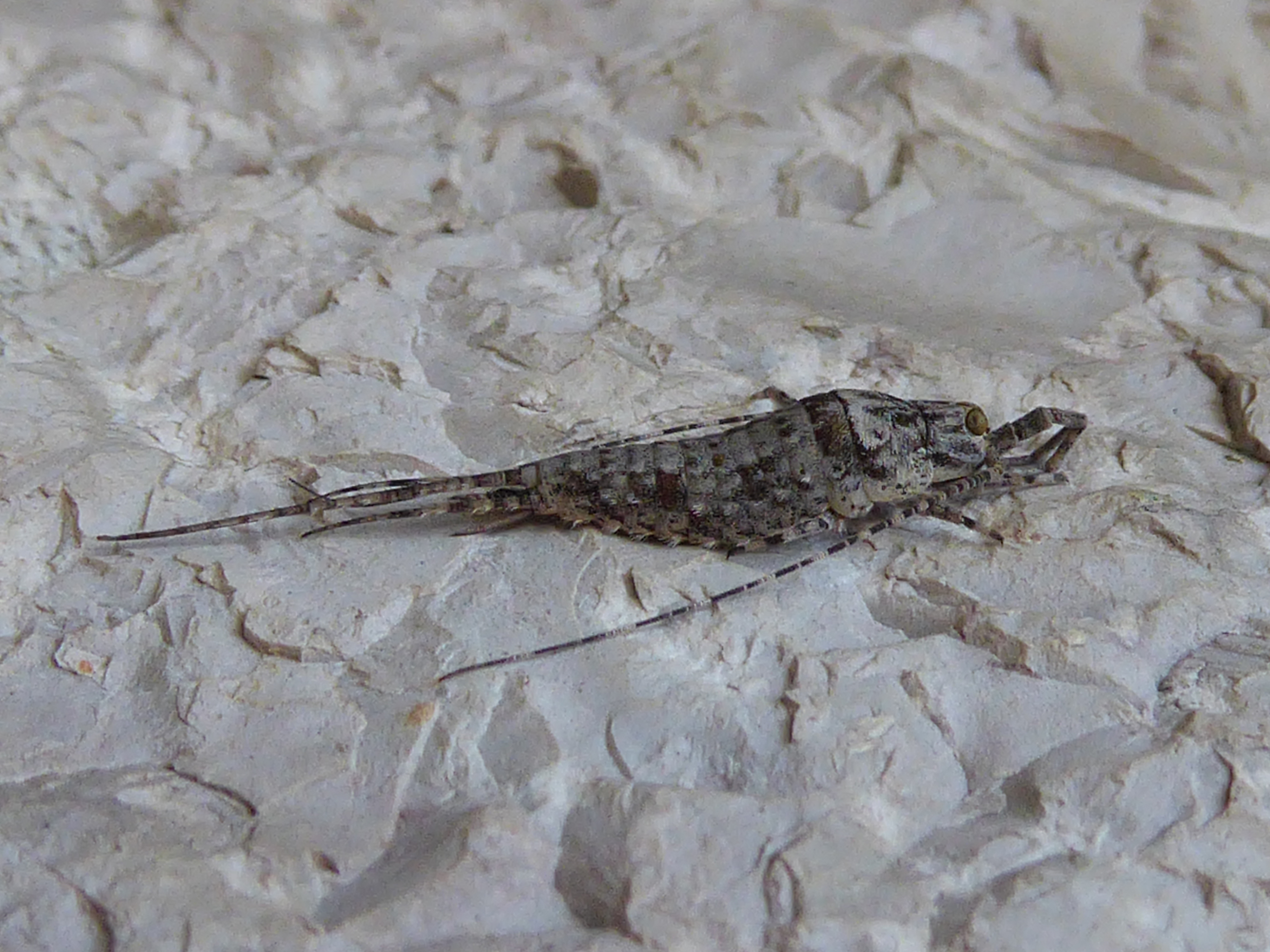
Machilidae sp., vila de Margone (município de Vallelaghi, Trentino, Itália)

A Ordem representa um táxon bastante basal na linhagem evolutiva da Classe Hexapoda, quando se comparam seus representantes vivos. O primeiro registro desses animais data do período Devoniano. Fósseis de espécies representantes de clados extintos dentro das duas famílias atuais de subordem Machilida servem de indício na inferência de que tanto Meinertellidae quanto Machilidae já haviam se diversificado pelo menos no período Cretáceo, podendo ser ainda mais antigos. Os estratos rochosos em que alguns destes indivíduos foram encontrados denunciam que esta cladogênese ocorreu ainda no supercontinente de Gondwana.
Um gênero extinto representativo da subordem Monura, Dasyleptus, é encontrado em estratos do Carbonífero ao Permiano em ampla distribuição geográfica. O gênero, representado por espécimes de vários estágios ontogenéticos, dá o nome à família Dasyleptidae.